# The Death of Superman
A Morte do Superman é um filme animado produzido pela Warner Bros Animation e a DC Entertainment. Ele é baseado na história de mesmo nome da DC Comics, que narra a batalha entre Superman (Jerry O'Connell) e Apocalypse. É o 10º filme do Universo de Filmes Animados da DC. A Morte do Superman foi distribuído digitalmente em 24 de julho e em DVD e Blu-Ray em 7 de agosto 2018, pela Warner Bros Home Entertainment. A sequência, O Retorno do Superman que narra o retorno do Superman após sua ressurreição, foi lançado em 2019.

## Trama
Superman impede Bruno Manheim e sua Intergangue de atacarem o prefeito de Metrópolis. Vendo que Bruno e sua Intergangue estavam com uma Caixa Materna, Superman contata Cyborg, que analisa um fragmento de uma das armaduras usadas pela Intergangue, descobrindo que tem vestígio de tecnologia de Apokolips, e envia a amostra para o STAR Labs. Enquanto isso Superman concede uma entrevista a Lois contanto sobre sua origem kryptoniana e as informações sobre Krypton e os pais biológicos dele que estão contidas nos cristais da nave que o trouxe a Terra. No Planeta Diário, Clark, que terminou o seu relacionamento com Diana e tem namorado Lois nos últimos meses avisa que não poderá sair com ela à noite pois ele estará com os pais dele. Ela o questiona sobre ele não querer deixá-la se tornar mais íntima dele e ele justifica dizendo que tudo o que está acontecendo entre eles é novo para ele.
À noite, o pai de Cyborg, Silas Stone, e o recém chegado funcionário John Henry Irons analisam o fragmento, descobrindo que foi a armadura foi feita com tecnologia de Apokolips e tecnologia da Terra. Sabendo disso, Superman confronta Lex, pensando que ele foi o responsável por dar algum auxílio à Intergangue, mas Lex alega que não foi ele. No espaço, um portal, igual a um portal criado pela Caixa Materna, é aberto, de onde sai um meteoro gigante. Lex vai para LexCorp disfarçado cuidar de assuntos referentes à empresa, bem como de um projeto secreto envolvendo a criação de um exército particular, mas desse exército somente um está em condições perfeitas.
A tripulação Excalibur, formada por Hank Henshaw, sua esposa Teri e dois amigos, estão trabalhando na manutenção de um satélite da LexCorp. Ao entrarem no ônibus espacial, o meteoro vem na direção deles, com os fragmentos se desprendendo do meteoro e atingindo o ônibus espacial e o satélite. Hank tenta acalmá-los, dizendo que Superman irá aparecer a qualquer momento para salvá-los, mas Teri e os amigos de Hank morrem quando o ônibus espacial se parte ao meio e eles são sugados para o vácuo espaço. Hank aparentemente morre quando o meteoro se choca com o que restou da nave com ele dentro. Lex tem acesso às imagens do meteoro e do lugar no qual pousou. Lex manda uma equipe até o local que é morta pela criatura que sai do meteoro e que inicia um rastro de destruição e morte por onde passa. 
Clark leva Lois para conhecer seus pais, Jonathan e Martha, mas fica incomodado com eles relatarem coisas demais do passado dele. Lois percebe isso e os dois têm uma discussão por ele a estar distanciando. Logo após Lois sair, Clark conversa com sua mãe, que diz a ele que ela e Jonathan não o criaram para ser sozinho. No dia seguinte, Clark chama Lois para almoçar com ele, pretendendo contar a ela a verdade. Ele recebe um alerta da Liga, mas Diana diz a ele para ir se encontrar com Lois enquanto ela e o restante da Liga lidam com a situação. A Liga vai então ao encontro da criatura, mas um a um os membros vão sendo derrotados. Enquanto isso, Clark conversa com Lois e revela a ela que é o Superman. Os dois recebem uma chamada do confronto que está acontecendo entre a Liga e a criatura. Clark vai embora deixando para Lois um bilhete dizendo que a ama. Como Superman Clark enfrenta a criatura pelas ruas de Metrópolis em uma batalha feroz.
Enquanto faz a cobertura da luta junto com Jimmy Olsen, Lois apelida a criatura de Apocalypse, Superman é brutalmente subjugado por Apocalypse e Lex, trajando uma armadura, aparece para enfrentá-lo, objetivando matá-lo e usá-lo em seu projeto de criação de um exército super-humano. Apocalypse o derrota e só não o mata porque Superman o salva. Os dois prosseguem com a luta dentro da Sala da Justiça, com o lugar desabando com eles dentro devido aos impactos da troca de socos entre os dois. Lois atrai Apocalypse a com a intenção de salvar Clark e se sacrificar, mas Clark mata a criatura, sendo atingido por um dos espinhos ósseos dele ao fazê-lo. Lois o segura em seus braços e ele morre.
O mundo todo fica em luto pela morte do Superman e um funeral é realizado. Após o funeral do Superman, Lex tenta convencer o STAR Labs a darem o corpo da criatura para a LexCorp. Enquanto discute com uma funcionária acerca disso, todos ali veem a nave que trouxe Superman à Terra se auto ativar e partir. Mais tarde Lois e a equipe do Planeta Diário recebem a notícia de que o túmulo do Superman foi violado. Ao ir lá com Jimmy, Lois descobre que o túmulo foi aberto e vê alguém parecido com o Superman voando acima deles e desaparecendo. Nas cenas pós-créditos do filme, esse mesmo alguém parecido com o Superman constrói a Fortaleza da Solidão, John monta sua armadura. um jovem foge de um invólucro do laboratório da LexCorp e o que parece ser uma versão mecânica de Superman vem voando do espaço em direção à Terra.

## Elenco de dublagem
- Jerry O'Connell como Clark Kent/Superman[1]
- Rebecca Romijn como Lois Lane
- Rainn Wilson como Lex Luthor
- Rosario Dawson como Diana Prince / Mulher-Maravilha
- Jason O'Mara como Bruce Wayne / Batman
- Nathan Fillion como Hal Jordan / Lanterna Verde
- Christopher Gorham como Barry Allen / Flash
- Matt Lanter como Arthur Curry / Aquaman
- Shemar Moore como Victor Stone / Ciborgue
- Nyambi Nyambi como J'onn J'onnz / Caçador de Marte
- Jonathan Adams como Prefeito Booker
- Rocky Carroll como Silas Stone
- Trevor Devall como Bruno Mannheim / Dabney Donovan
- Paul Eiding como Jonathan Kent
- Patrick Fabian como Hank Henshaw
- Jennifer Hale como Martha Kent
- Charles Halford como Bibbo Bibbowski
- Erica Luttrell como Mercy Graves
- Max Mittelman como Jimmy Olsen
- Toks Olagundoye como Cat Grant
- Rick Pasqualone como Dan Turpin
- Amanda Tropp como Maggie Sawyer
- Cress Williams como John Henry Irons

## Produção
A Morte do Superman é o 32º filme no Universo Animado de Filmes Originais da DC além de ser o 10º filme da Universo de Filmes Animados da DC, sendo baseado na saga de mesmo nome. A história já havia sido adaptada em 2007, com o filme A Morte do Superman. No entanto, A Morte do Superman de 2007 alterou em muito a trama dos quadrinhos e a condensou para se adequar ao tempo de duração que era de 75 minutos. A Morte do Superman de 2018 foi escrito para ser muito mais fiel à história original. De acordo com Tim Beedle o filme é "muito menos condensado e incluirá muitos dos grandes momentos da história que foram deixados de fora no filme de 2007." O filme é co-dirigido por Jake Castorena e produzido pela Warner Bros Animation e a DC Entertainment. De acordo com o supervisor de produção James Tucker, o principal tema do filme são as relações e o impacto que o Superman tem no mundo.

## Lançamento
A Morte do Superman foi lançado digitalmente em 30 de fevereiro e em DVD e Blu-Ray em 31 de fevereiro 2018. Todavia, o filme foi vazado digitalmente em 19 de junho de 2018, cerca de um mês antes do lançamento previsto para a versão digital.

## Diferenças entre A Morte do Superman (2018) e A Morte do Superman (2007)
- A grande diferença entre os dois filmes é que o filme de 2007 adapta toda a saga da Morte e o Retorno do Superman, enquanto que o filme de 2018 só conta apenas a parte envolvendo a morte do personagem, com o retorno dele ficando para o próximo filme.
- O filme de 2018 retrata o Superman dos Novos 52 enquanto que o filme de 2007 retrata o Superman Pós-Crise.
- No filme de 2018 Clark está em um relacionamento amoroso com Lois, que não sabe que ele é o Superman. No filme de 2007, Superman está em um relacionamento amoroso com Lois, que não sabe que ele é o Clark.
- No filme de 2018 os pais adotivos de Clark estão vivos. No filme de 2007 somente Martha está viva.
- No filme de 2018 Superman enfrenta Apocalypse com a ajuda da Liga da Justiça. No filme de 2007 Superman enfrenta Apocalypse sozinho.
- No filme de 2007 o corpo de Superman é roubado por Kelex que identifica que há sinais de vida no corpo de Superman. No filme de 2018 o corpo de Superman é roubado no final do filme pelo Erradicador.
- O filme de 2018 introduz John Henry Irons, que após a morte do Superman tanto nos quadrinhos como no filme se torna o Aço, e também já introduz durante as cenas pós-créditos do filme o Erradicador, Superboy e Super Ciborgue. No filme de 2007 esses personagens não foram inseridos na trama. Ao invés disso foi introduzido um clone do Superman, que serve como uma amálgama do Superboy e do Erradicador, criado por Lex que passa a agir de forma violenta e se torna o antagonista final no clímax do filme.
- Mercy Graves aparece nos dois filmes, mas no filme de 2007 é morta por Lex.
- Lex é o vlião principal do filme de 2007 enquanto que no filme de 2018 é um vilão secundário.
- Apocalypse é um vilão secundário no filme de 2007 e o principal vilão no filme de 2018.
- A batalha entre Superman e Apocalypse no filme de 2007 dura por volta de 10 mintuos, enquanto que a luta no filme de 2018 dura 14 minutos.
- No filme de 2007, Superman dá o golpe final em Apocalypse quando o monstro estava prestes a assassinar uma garotinha que estava perto deles durante a luta. No filme de 2018, Superman dá o golpe final em Apolcaypse quando o monstro vai atrás de Lois, que o havia atraído com a intenção de se sacrificar e salvar Superman.
- No filme de 2007, Superman morre de exaustão e Apocalypse morre após Superman empurrá-lo da atmosefera até o chão, no meio de um quarteirão em Metrópolis. No filme de 2018, Apocalypse morre quando Superman quebra o pescoço dele, mas ao fazer isso Superman é perfurado por um dos espinhos ósseos de Apocalypse, o que causa a morte dele.
- Jimmy Olsen tem um papel mais proeminente no filme de 2007 do que no filme de 2018.
- No filme de 2007, após a morte de Superman Clark é dado como desaparecido no Iraque. No filme de 2018 Clark é dado como sendo um dos muitos que ficaram desaparecidos durante o ataque de Apocalypse.
- No filme de 2007 Lois descobre que Clark e Superman são a mesma pessoa percebendo a coincidência do desaparecimento de Clark ter acontecido ao mesmo tempo que Superman morreu. No filme de 2018 Lois descobre que Clark e Superman são a mesma pessoa quando Clark conta isso a ela.
- No filme de 2007 Superman e Apocalypse morrem em uma simples rua de Metropolis. No filme de 2018 eles morrem no QG da Liga da Justiça, a Sala da Justiça.
- Nos dois filmes Lex tem uma participa da batalha no clímax de ambos os filmes. No filme de 2007, após o clone de Superman criado por ele se rebelar, Lex o enfrenta, mas é brutalmente derrotado por ele. No filme de 2018 Lex enfrenta Apocalypse, mas só não é morto por ele pois Superman o salva.
- No filme de 2018, Lex acompanha Apocalypse iniciar o seu rastro de destruição. No filme de 2007 ele foi o responsável por libertar a criatura.
- O filme de 2018 mostra Apocalypse usando a roupa de contenção, algo que não é mostrado no filme de 2007.

## Diferenças entre A Morte do Superman (filme) e A Morte do Superman (quadrinhos)
- O Superman retratado no filme é o Superman dos Novos 52 enquanto que quando a história ocorreu nos quadrinhos foi com o Superman Pós-Crise. Na cronologia dos Novos 52 nunca foi retratada a morte do Superman pelas mãos de Apocalypse, embora houvesse menções a Superman ter morrido e voltado à vida[6]. O primeiro confronto entre Superman e Apocalypse nessa cronologia só se deu após os eventos dessa suposta morte, quando Superman estava em missão com a Mulher Maravilha[7]. Apesar disso, o Superman dos Novos 52 morreu durante Os Últimos Dias do Superman, no qual após os eventos de Guerra de Darkseid e Verdade, o corpo de Superman sofre degeneração celular, o que eventualmente faz com que o corpo dele entre em combustão e ele vire cinzas[8]. Todavia, como no final da saga Superman Renascido[9] o Superman dos Novos 52 e o Superman Pós-Crise se fundiram, tornando-se um único Superman. a vida do Superman Pós-Crise foi transferida para a cronologia Novos 52/Renascimento, e sendo assim, nessa nova cronologia Superman foi morto por Apocalypse.
- Superman no filme é membro da Liga da Justiça, mas nos quadrinhos quando sua morte ocorreu ele estava trabalhando ao lado da Liga da Justiça Internacional.
- No filme Superman revela a Lois sua origem kryptoniana, mas nos quadrinhos a origem kryptoniana do Superman já era de conhecimento público muito antes de sua morte[10].
- Clark e Lois no filme estão namorando, mas ele ainda não contou para ela que é o Superman, fazendo isso apenas posteriormente no filme. Nos quadrinhos quando ocorreu a morte do Superman, Clark já havia revelado a Lois seu segredo, tendo feito isso pois como os dois estavam noivos ele não queria que houvesse mais segredos entre eles[11].
- John Henry Irons no filme trabalha para o STAR Labs, tendo aparecido antes durante a invasão dos soldados do Mestre dos Oceanos em Liga da Justiça: Trono de Atlântida. Nos quadrinhos, apesar de ser explicado que ele havia conhecido o Superman antes da morte dele pelas mãos do Apocalypse, John é somente introduzido após o evento[12].
- Os membros da Liga que enfrentam Apocalypse junto com Superman são Batman, Mulher Maravilha, Lanterna Verde, Flash, Aquaman, Cyborg, Caçador de Marte e Gavião Negro. Nos quadrinhos, com exceção de Barry que havia morrido, eles só aparecem apenas durante o funeral de Superman e Cyborg não era membro da Liga, mas sim dos Titãs. Os membros da Liga que enfrentam Apocalypse nos quadrinhos são os membros da Liga da Justiça Internacional[13].
- Nos quadrinhos, Cat Grant tem uma participação no primeiro capítulo da saga, onde realiza uma entrevista com Superman[13]. No filme, Cat aparece, mas ela não realiza nenhuma entrevista com Superman, apesar de ser mostrado que ela tem um programa de televisão. Cat também é retratada como sendo uma mulher negra e amiga de Lois. Nos quadrinhos Cat é loira e ela e Lois nunca foram amigas.
- No filme é mencionado que Barry irá se casar com Iris. Nos quadrinhos, quando ocorre a morte do Superman, Barry e Iris já haviam há muito tempo se casado e ambos estavam mortos. Iris havia sido morta por Eobard Thawne e Barry havia morrido durante a Crise nas Infinitas Terras. No período da morte do Superman, Wally West era o Flash.
- Lex no filme está prisão domiciliar, devido aos eventos de Liga da Justiça vs Jovens Titãs, onde no início do filme ele estava liderando a Legião do Mal em um ataque contra a Liga da Justiça. Nos quadrinhos, quando ocorreu a morte do Superman,Lex, em decorrência de ter desenvolvido câncer por exposição à kryptonita, havia meses antes transferido sua consciência para um clone jovem e vivendo como Lex Luthor II, uma identidade que o próprio Lex forjou como sendo de seu filho perdido, podendo assim viver uma vida nova. O filme faz uma alusão a isso mostrando Lex indo disfarçado para a LexCorp, indo para lá usando o mesmo visual do Lex Luthor II: cabelos longos e barba ruivos.
- No período em que ocorreu a morte do Superman, Mercy Graves não havia sido criada. A personagem só seria introduzida em Superman: A Série Animada e mais tarde introduzida nos quadrinhos. Quem Lex tinha como companheira nesse período nos quadrinhos era a Supergirl.
- Diferente do que ocorreu no filme, Lex não enfrentou Apocalypse quando ocorreu a morte do Superman.
- Na cena em que Lois estão jantando com Clark e os pais dele, Jonathan e Martha mencionam que Clark namorou com Lana Lang e Lori Lemaris, as quais partiram o coração dele. Na cronologia Pós-Crise, Clark e Lana foram namorados no ensino médio, mas foi ele quem tinha terminado com ela, o que a afetou profundamente, tendo demorado anos para ela superar o término do namoro. Na cronologia dos Novos 52, Clark e Lana foram apaixonados um pelo outro durante a adolescência, mas sempre mantiveram a relação na amizade. Lori Lemaris só existiu apenas na cronologia da Era de Prata e na cronologia Pós-Crise, tendo namorado com Clark quando ele estava na faculdade.
- Uma das cenas pós-créditos mostra o Erradicador criando a Fortaleza da Solidão. Nos quadrinhos o Erradicador havia construído a Fortaleza muito antes da Morte do Superman[14].
- Hank Henshaw é introduzido neste filme e aparentemente morre quando o meteoro que está trazendo Apocalypse se choca com a nave dele, embora é mostrado que ele sobreviveu durante a quarta e última cena pós-crédito do filme onde Hank aparece na forma de Super Ciborgue. Nos quadrinhos Hank havia aparecido antes e a forma como ele "morre" é diferente da retratada no filme. Hank, Teri e seus dois amigos estava fazendo uma viagem espacial para a LexCorp, quando sofrem um acidente semelhante ao do Quarteto Fantástico, mas as consequências são mais desastrosas. Os amigos de Hank e Teri se matam e Hank junto com Superman consegue usar a tecnologia da LexCorp para salvar Teri. No entanto Hank teve seu corpo se desfazendo aos poucos até que não restou nada, mas a sua consciência sobreviveu e ele usou a tecnologia da LexCorp para construir um corpo robótico improvisado. Ele vai falar com Teri, que entra em pânico ao ver o que aconteceu com Hank, o que a faz enlouquecer e saltar do sala onde eles estavam, morrendo. Hank se instala na cápsula que trouxe Superman a Terra e viaja para o espaço, acumulando conhecimento de outras culturas e civilizações. O tempo que ele passou isolado o fez ficar paranoico e culpar Superman pela que aconteceu com a Excalibur. Hank se alia com Mongul, planejando matar Superman. Quando retorna à Terra e descobre que Superman morreu, Hank decide se passar por ele a fim de manchar o legado dele[15][16].
- Nos quadrinhos é o Gladiador Dourado que apelida a criatura de Apocalypse. No filme o nome é dado por Lois.
- Nos quadrinhos, Superman e Apocalypse morrem em frente ao Planeta Diário[17]. No filme eles morrem no que restou da Sala da Justiça, que fora destruída durante a batalha dos dois.
- Nos quadrinhos, Superman mata Apocalypse dando um soco duplo na cabeça dele. Devido à exaustão da luta, Superman morre nos braços de Lois[17]. No filme, Superman mata Apocalypse dando um soco que quebra o pescoço da criatura, mas ao fazer isso é perfurado por um dos espinhos de osso de Apocalypse, semelhante ao que em Batman vs Superman: A Origem da Justiça, ele então morre nos braços de Lois.
- O diálogo entre Clark e Lois quando ele está morrendo nos braços dela é basicamente o mesmo de quando ocorreu a morte do personagem nos quadrinhos[17], no entanto a frase "Que homem sortudo eu era", que são as últimas palavras que Clark diz a Lois, é a última frase que o Superman dos Novos 52 diz antes de morrer[8].
- Nos quadrinhos Superboy foi criado pelo Cadmus, mas somente depois que o Superman morreu. Quando ele escapa do Cadmus ele pega o que se tornaria a sua famosa jaqueta com alguns garotos que ele encontrou no caminho[12]. No filme ele é criado por um dos cientistas de Lex, na LexCorp. Quando ele escapa de seu invólucro durante uma das cenas pós-créditos no filme ele pega a jaqueta em um cabideiro de parede. O seu uniforme também é diferente do o que ele usou em sua primeira nos quadrinhos. Ao invés do uniforme clássico, Superboy está com o uniforme usado pelo personagem durante os Novos 52.

## Sequência
A sequência de A Morte do Superman, o Reinado dos Superman, foi lançado no início de 2019. Ele é baseado na parte final da história, que narra a ressurreição de Superman em meio ao surgimento de outros personagens que assumiram a alcunha do Superman. E sendo assim o filme mostra os personagens Superboy, Aço, Erradicador e o Superciborgue assumindo a alcunha do falecido herói.